# Jonathan Soriano
Artikeln följer den spanska namnseden; faderns efternamn är Soriano och moderns efternamn Casas.
Jonathan Soriano Casas, född 24 september 1985, är en spansk fotbollsspelare (anfallare). 
Soriano är känd för sitt vassa målsinne. Han har gjort en väldigt stor andel av sina mål i Österrike. 

## Karriär
Soriano har varit vunnit skytteligan i den Österrikiska ligan i tre säsonger i rad – 2014, 2015 och 2016.
I februari 2017 värvades Soriano av kinesiska Beijing Guoan. I december 2018 värvades Soriano av saudiska Al-Hilal, där han skrev på ett 1,5-årskontrakt. Den 31 augusti 2019 värvades Soriano av Girona, där han skrev på ett ettårskontrakt.